# Sada (Mayotte)
Pour les articles homonymes, voir Sada.
Sada est une commune française du département et région d'outre-mer de Mayotte. Située au centre-ouest de l'île, elle comptait 11 156 habitants en 2017.

## Géographie
Sada est construite à flanc de colline. C'est une commune occidentale au littoral de falaises, sauf au nord dans la baie de Chiconi (littoral de palétuviers). Le climat y est de type tropical.
Le village de Mangajou dépend de la commune de Sada, ainsi que la plage de « Tahiti plage », au sud. Face au village se trouve l'îlot Sada, relié à la plage à marée basse par le Tombolo.

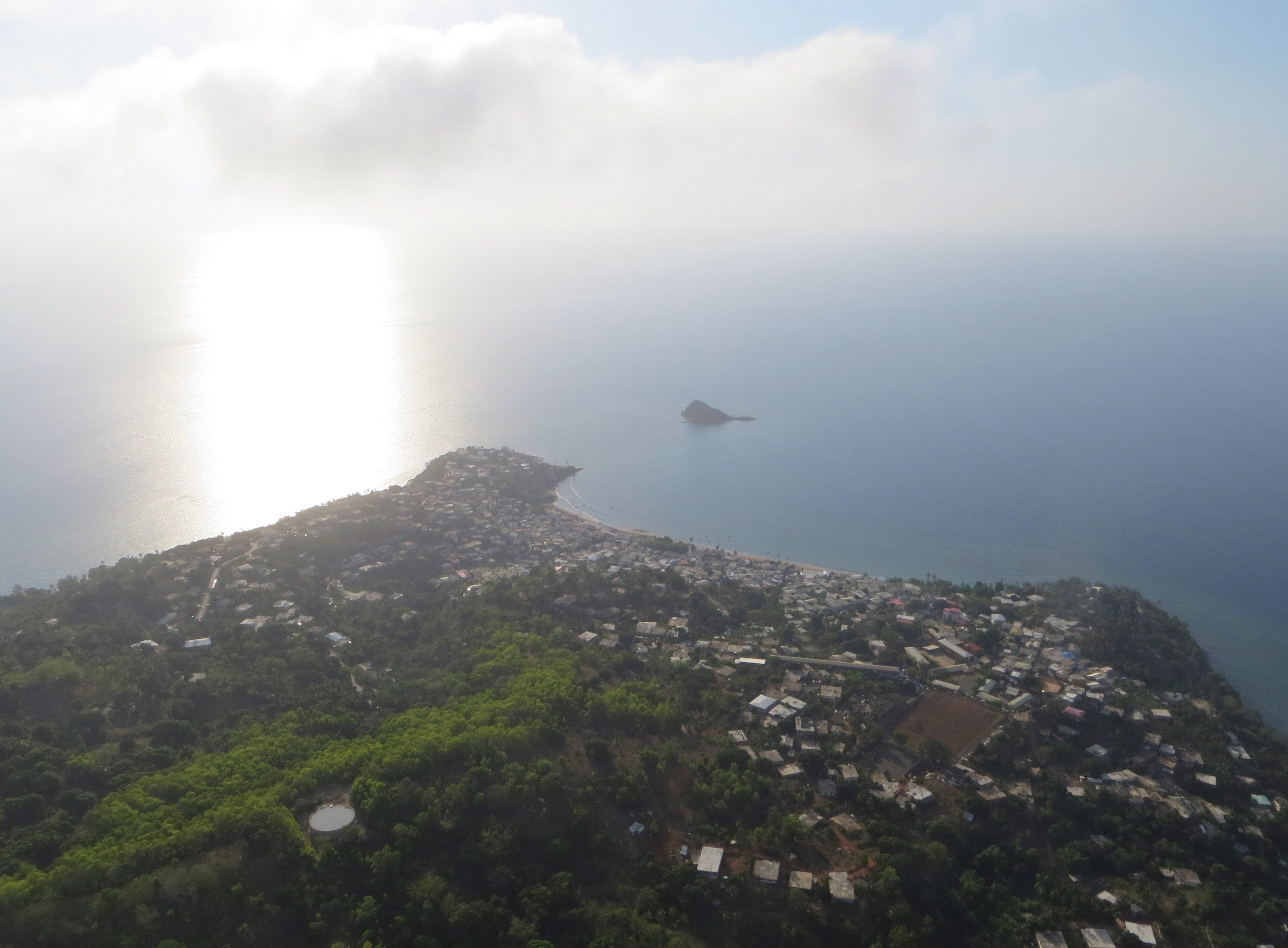
Vue d'avion, avec l’îlot Sada.
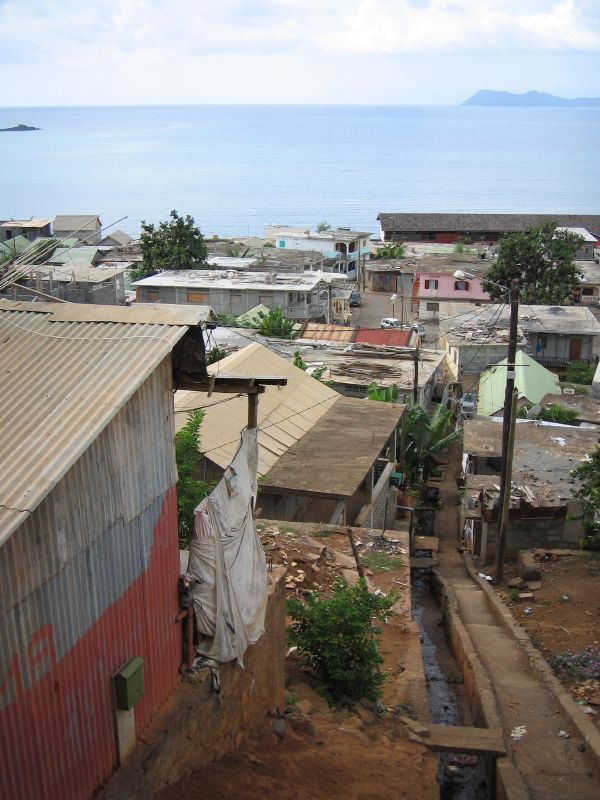
Vue de Sada.
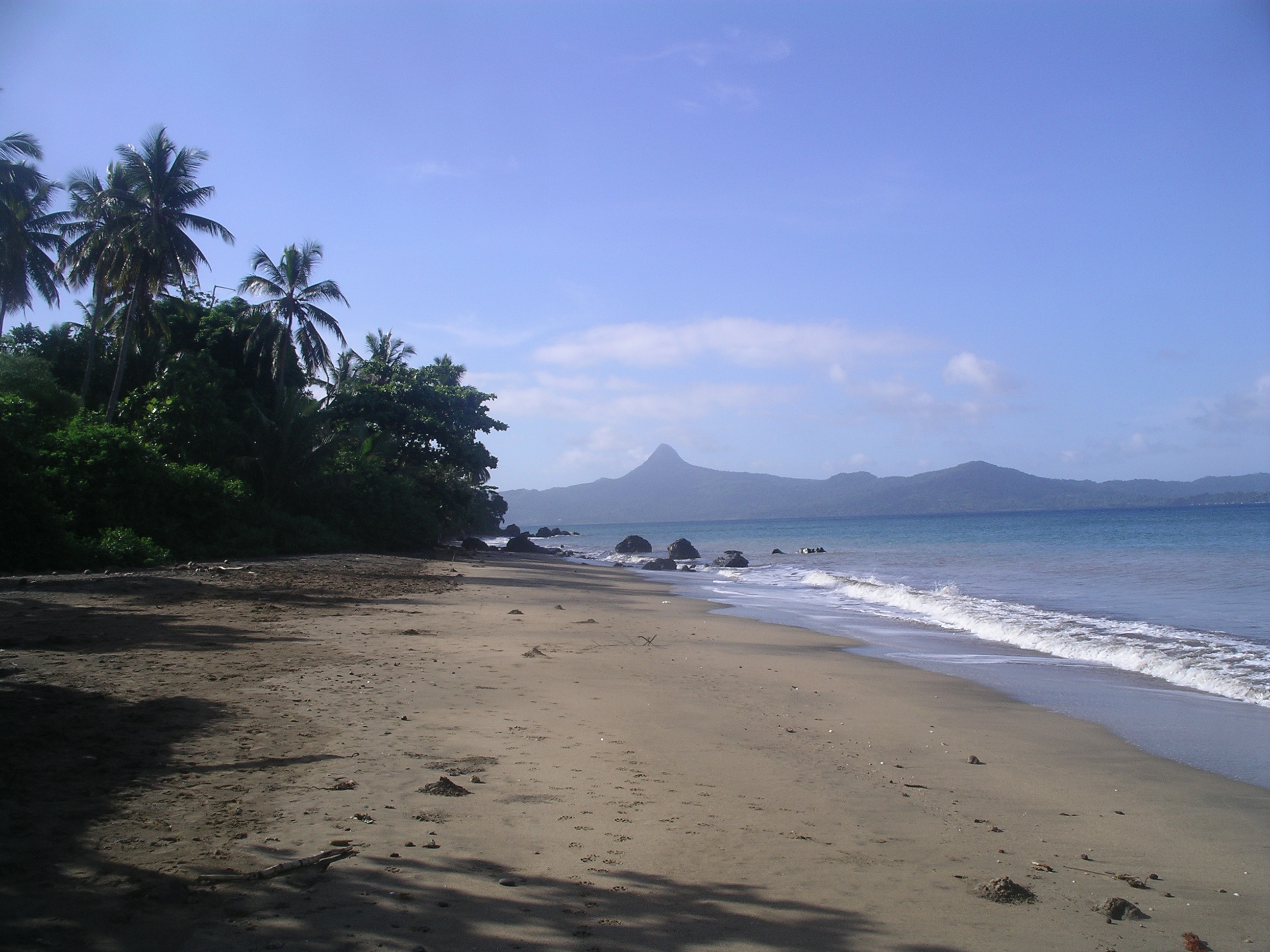
La plage « Tahiti Plage » est située sur la commune.

## Urbanisme

### Typologie
Sada est une commune urbaine, car elle fait partie des communes denses ou de densité intermédiaire, au sens de la grille communale de densité de l'Insee,,,. Elle appartient à l'unité urbaine de Sada, une agglomération intra-départementale regroupant 1 commune et 11 156 habitants en 2017, dont elle est une ville isolée,.
Par ailleurs la commune fait partie de l'aire d'attraction de Mamoudzou, dont elle est une commune de la couronne. Cette aire, qui regroupe 17 communes, est catégorisée dans les aires de 200 000 à moins de 700 000 habitants,.
La commune, bordée par l'océan Indien à l'ouest, est également une commune littorale au sens de la loi du 3 janvier 1986, dite loi littoral. Des dispositions spécifiques d’urbanisme s’y appliquent dès lors afin de préserver les espaces naturels, les sites, les paysages et l’équilibre écologique du littoral, par exemple le principe d'inconstructibilité, en dehors des espaces urbanisés, sur la bande littorale des 100 mètres, ou plus si le plan local d’urbanisme le prévoit,.

## Toponymie
Sada viendrait du mot m'sada qui veut dire « entraide »[réf. nécessaire].

## Histoire
Les descendants des premiers colonisateurs arabes de lignée chérifienne originaire d'Hadramaout (les Ba'Alawi) sont toujours présents.

## Politique et administration
Comme la plupart des villages, Sada est situé sur le littoral centre ouest de l'île. Il est constitué de deux villages principaux, dont Sada le village principal avec la mairie et la majorité de la population et Mangajou avec une mairie annexe. Il y a aussi Doujani qui se situe entre les deux et qui se constitue de quelques maisons isolées, de la bibliothèque municipale et de la gendarmerie du centre ouest de l'ile.

### Liste des maires
| Période                                  | Période          | Identité               | Étiquette   | Qualité                       |
| ---------------------------------------- | ---------------- | ---------------------- | ----------- | ----------------------------- |
| 1983                                     | 1991 (démission) | Mansour Kamardine      | RPR         |                               |
| 1991                                     | 1995             | Toilibou Abdallah      | RPR         |                               |
| Les données manquantes sont à compléter. |                  |                        |             |                               |
| 2002                                     | mars 2008        | Ahamadi Dahalani       | UMP         |                               |
| mars 2008                                | mars 2014        | Hamada Binali          | DVG (UNFCS) |                               |
| mars 2014                                | juillet 2020     | Anchya Bamana          | UMP → LR    | Fonctionnaire                 |
| juillet 2020                             | En cours         | Houssamoudine Abdallah | DVD         | Cadre de la fonction publique |

## Population et société

### Démographie
L'évolution du nombre d'habitants est connue à travers les recensements de la population effectués dans la commune depuis 1978. À partir de 2006, les populations légales des communes sont publiées annuellement par l'Insee, mais la loi relative à la démocratie de proximité du 27 février 2002 a, dans ses articles consacrés au recensement de la population, instauré des recensements de la population tous les cinq ans en Nouvelle-Calédonie, en Polynésie française, à Mayotte et dans les îles Wallis-et-Futuna, ce qui n’était pas le cas auparavant. Pour la commune, le premier recensement exhaustif entrant dans le cadre du nouveau dispositif a été réalisé en 2002, les précédents recensements ont eu lieu en 1978, 1985, 1991 et 1997.
En 2017, la commune comptait 11 156 habitants, en augmentation de 9,43 % par rapport à 2012
| 1978  | 1985  | 1991  | 1997  | 2002  | 2007  | 2012   | 2017   |
| ----- | ----- | ----- | ----- | ----- | ----- | ------ | ------ |
| 3 228 | 4 137 | 5 554 | 7 436 | 6 963 | 8 007 | 10 195 | 11 156 |

### Enseignement
Le village de Sada abrite deux écoles maternelles, quatre écoles primaires et un collège. Le village de Mangajou abrite une école maternelle, une école primaire et un lycée. Il y a également trois madrassas régies par le statut d'association et quelques écoles coraniques non déclarées qui tendent à disparaître devant le succès des madrassas.

## Économie et tourisme
Sada est une cité-dortoir, en effet la majorité des actifs travaillent au chef-lieu de l'île, Mamoudzou. On note tout de même des activités dans l'artisanat (bijouterie, poterie, vannerie). On peut trouver certains commerces tels qu'un bureau de banque, un bureau de poste, deux boulangeries, une superette, plusieurs épiceries, une maison de l'Artisanat locale et quelques chambres d'hôtes et restaurants, ce qui fait de Sada la commune principale de l'ouest de Mayotte.
Le principal employeur de la commune est l'Éducation nationale (lycée, collège, écoles primaires).
Dans le village de Jimawéni, au sud de Sada, se trouvait l'Écomusée de la vanille et de l'ylang-ylang, l'un des principaux sites touristiques de Mayotte. Ce musée est fermé depuis 2014. La maison de l'artisanat attire tout aussi bien les touristes que les habitants de l'ile pour le savoir-faire des habitants du village.

## Culture locale et patrimoine

### Lieux et monuments
Il y a deux mosquées du vendredi à Sada distantes d'une centaine de mètres l'une de l'autre et séparées d'un cimetière ; fait unique à Mayotte dû à d'anciennes dissensions entre les habitants de deux quartiers historiques principaux de Sada : Gnambobolé et Gnambotiti. Il faut noter que ces dissensions étaient dues à l'explosion démographique à Sada. Aujourd'hui ces conflits ont pratiquement disparu, cependant les deux mosquées cohabitent.
La mosquée de Gnambobolé appelée en mahorais mkiri wa djimoi qui veut dire "la mosquée de vendredi", est ancienne et dispose d'un minaret. C'est la mosquée du vendredi traditionnelle. Dans cette mosquée repose mwen charif, un chérifien descendant du prophète de l'islam par le biais d'Ahmad Al-Muhajir (ancêtre du clan ba'alawi sada).
La mosquée de Gnambotiti appelée en mahorais mkiri wa golf a été construite au début des années 1990. Elle est aussi la plus grande mosquée de Mayotte et accueille des manifestations telles que le djoor (« grand rassemblement ») de la mouvance Jamaat Tabligh. Elle comprend une madrassa qui était la plus importante de l'île jusqu'à la scission de celle-ci en deux écoles distinctes.
La ville de Sada compte onze mosquées, deux à Mangajou, une à Doujani, une à Mtsagnougni (Tahiti plage) et une à Mtsangachéhi.
La place de la boulangerie (Ha Ndovou) est le centre-ville, lieu des rassemblements et des manifestations. Elle accueille principalement les meetings politique et le marché, ainsi que les manifestations du genre victoire sportive et exceptionnellement en 2009 a accueilli le défilé du 14 juillet. Il y a aussi la place de l'artisanat qui accueille le Mlidi (danse religieuse pour homme), le debaa (danse religieuse pour femme), les madjlissis mais aussi des mbiwis à l'occasion des mariages. La place de la mosquée de vendredi accueille le dahira (autre danse religieuse pour homme) et le debaa. L'ancien plateau polyvalent de tyauni à Gnambobolé accueille les soirées dansantes, le debaa, les mrengués (boxe locale) et bien d'autres. Cette répartition a été faite ainsi après la fin des querelles entre les quartiers principaux pour favoriser les rassemblements, les échanges et les rencontres entre les habitants et pour renforcer la cohésion sociale et le bien-être de tous.
Le terrain de football et un autre plateau polyvalent sportif accueillant les principales rencontres comme le basket-ball, hand-ball et autres se situent à Bandrani, dans les hauteurs du village, à côté du collège. Le village de Mangajou compte lui aussi un terrain de football et un plateau polyvalent juste aux abords de la mangrove.